# Jindřichův Hradec V
Jindřichův Hradec V, tvořený základní sídelní jednotkou sídliště Hvězdárna, je část města Jindřichův Hradec v okrese Jindřichův Hradec v Jihočeském kraji. Nachází se v katastrálním území Jindřichův Hradec o výměře 15,8 km² na ostrohu na levém břehu Nežárky a je obklopeno částí Rybnické Předměstí (Jindřichův Hradec III).

## Historie
Jindřichův Hradec V vznikl k 1. lednu 1990 jako část města Jindřichův Hradec ve stejnojmenném okrese.

## Obyvatelstvo
| Rok            | 1869 | 1880 | 1890 | 1900 | 1910 | 1921 | 1930 | 1950 | 1961 | 1970 | 1980 | 1991  | 2001  | 2011  | 2021  |
| -------------- | ---- | ---- | ---- | ---- | ---- | ---- | ---- | ---- | ---- | ---- | ---- | ----- | ----- | ----- | ----- |
| Počet obyvatel | 0    | 0    | 0    | 0    | 0    | 0    | 0    | 0    | 0    | 0    | 0    | 1 211 | 2 656 | 2 665 | 2 368 |
| Počet domů     | 0    | 0    | 0    | 0    | 0    | 0    | 0    | 0    | 0    | 0    | 0    | 23    | 54    | 122   | 153   |

## Pamětihodnosti
- Kostel svatého Václava

## Další fotografie

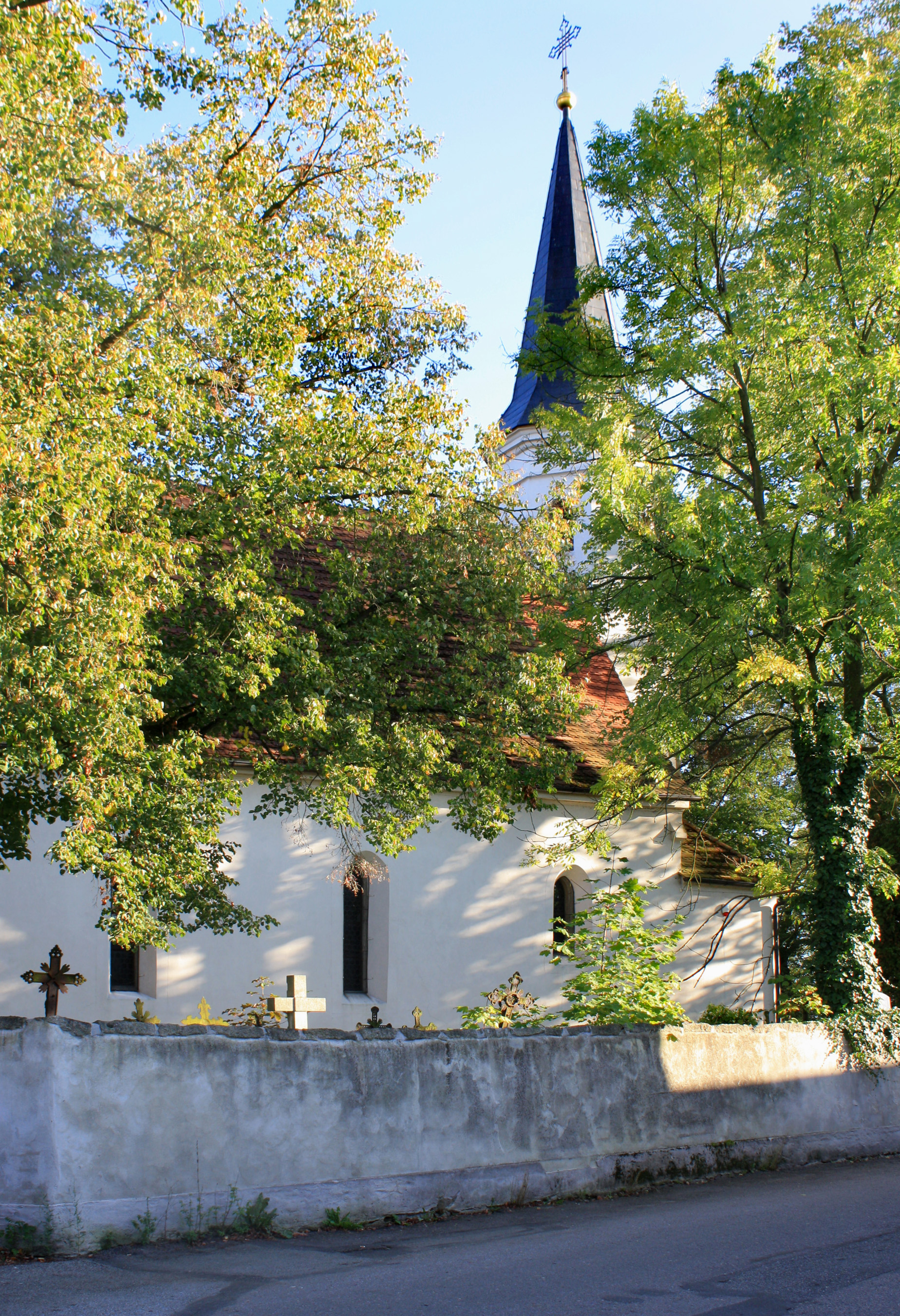
Kostel svatého Václava
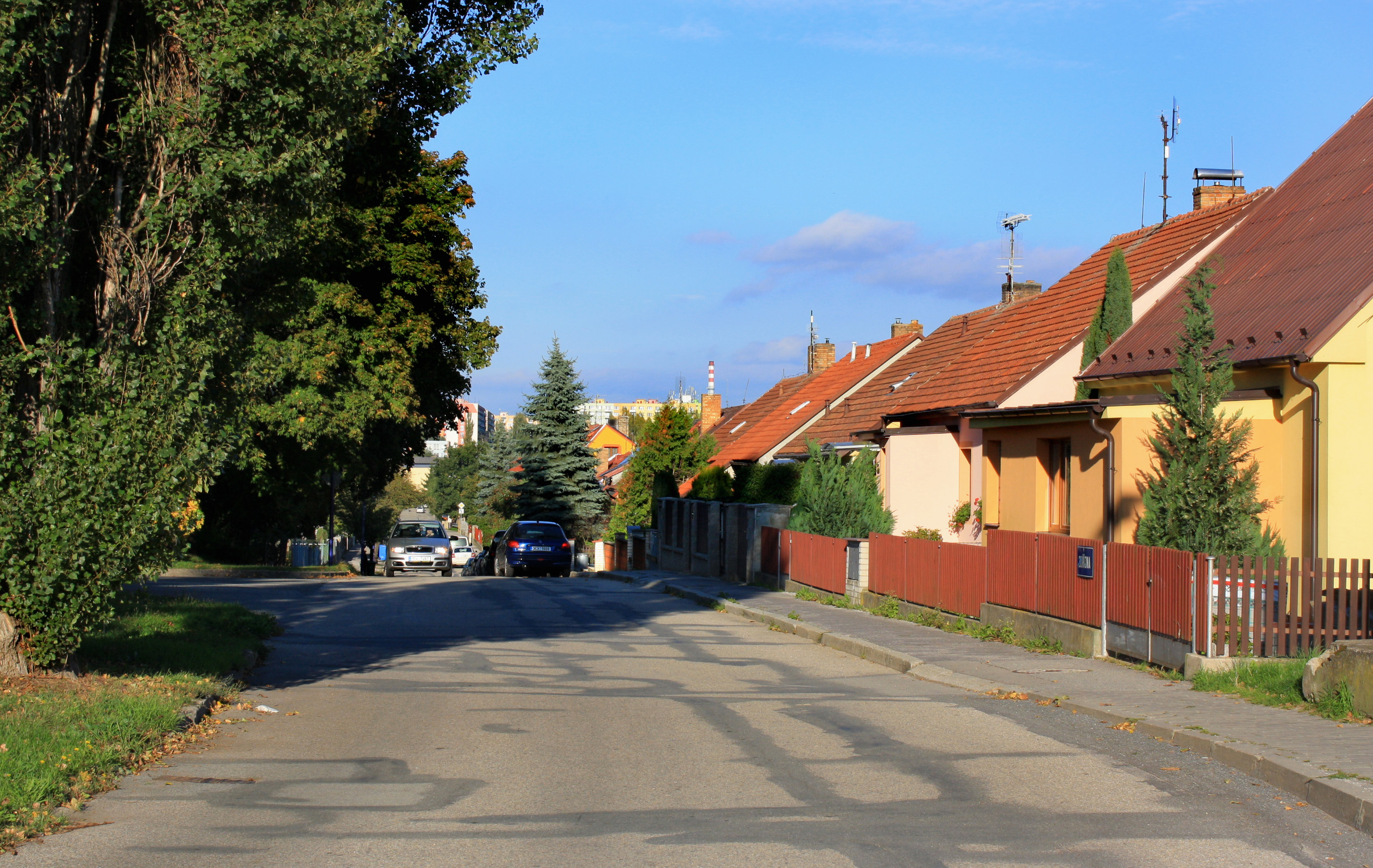
Ulice 28. října
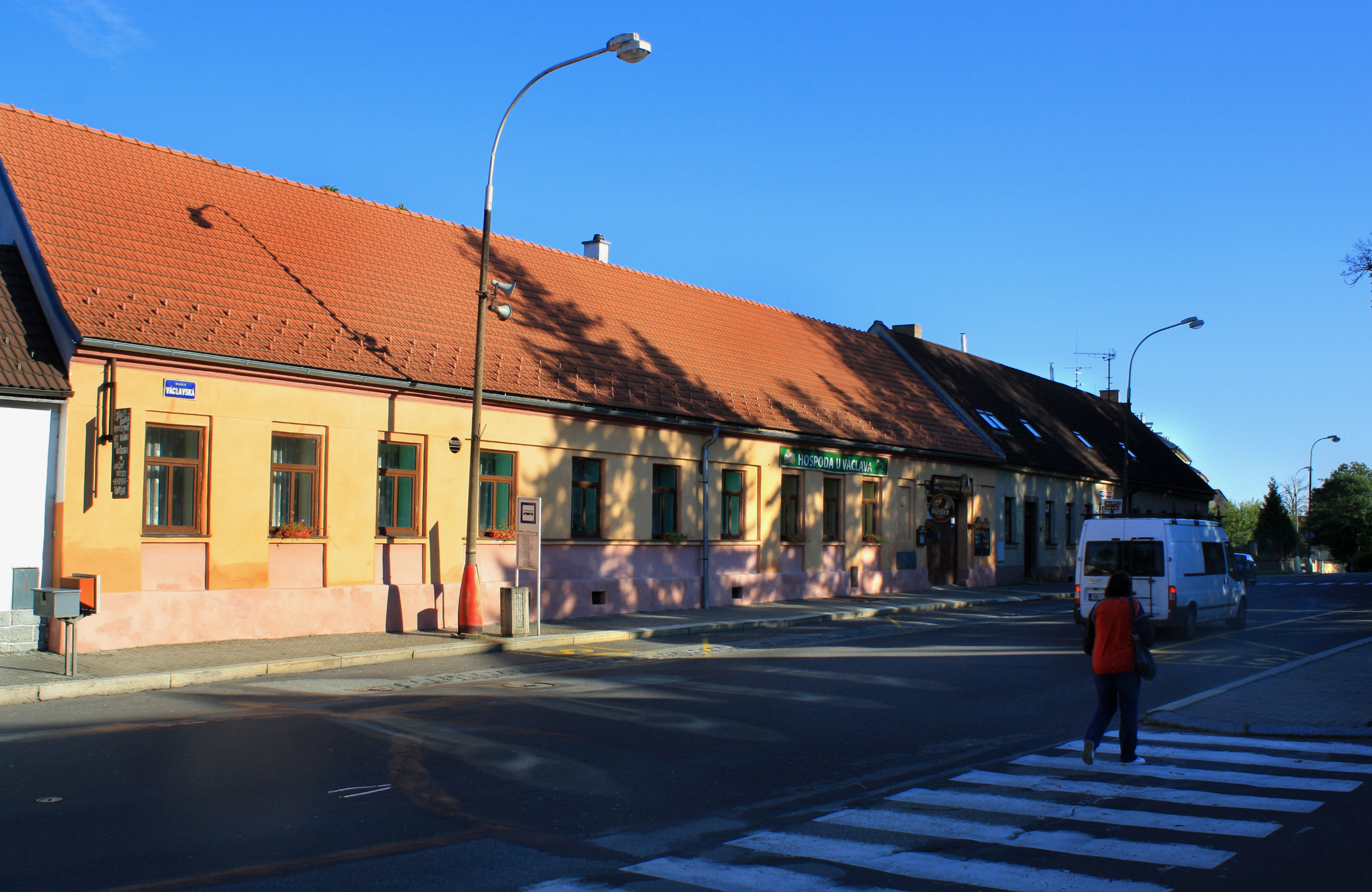
Restaurace na Václavské ulici